# Liste der denkmalgeschützten Objekte in Albrechtsberg an der Großen Krems
Die Liste der denkmalgeschützten Objekte in Albrechtsberg an der Großen Krems enthält die 8 denkmalgeschützten, unbeweglichen Objekte der Gemeinde Albrechtsberg an der Großen Krems im niederösterreichischen Bezirk Krems-Land.

## Denkmäler
| Foto |                 | Denkmal                                                                     | Standort                                                                   | Beschreibung | Metadaten |
| ---- | --------------- | --------------------------------------------------------------------------- | -------------------------------------------------------------------------- | --- | --- |
| ja   | Datei hochladen | Burg Albrechtsberg an der Großen Krems HERIS-ID: 33581 Objekt-ID: 31208     | Albrechtsberg an der Großen Krems 1 Standort KG: Albrechtsberg             | Die hoch aufragende, unregelmäßige Anlage stammt großteils aus der zweiten Hälfte des 16. Jahrhunderts. Sie ist gekennzeichnet durch ihre aus der hohen, zinnenbewehrten Ringmauer vortretenden Wach- und Verteidigungstürme mit zahlreichen Schlüsselscharten. Sie wurde urkundlich 1230 erstmals erwähnt. Die dreigeschoßige, mehrflügelige Anlage verfügt über drei Höfe, einen Zugang von Süden durch ein Rundbogenportal mit Bezeichnung 1675 im Giebelfeld und ein Haupttor im Nordosten mit Pechnase. In einem Hof befindet sich ein kreuzgratgewölbter Arkadengang auf gedrungen Säulen. Zu den weiteren Besonderheiten zählen eine Rauchküche mit Pyramidenkamin, kreuzgratgewölbte Räume, eine mit 1604 bezeichnete Holzdecke und ein Schüttkasten aus dem 18. Jahrhundert mit Schopfwalmdach. | BDA-Hist.: Q28523161 Status: Bescheid Stand der BDA-Liste: 2025-06-30 Name: Burg Albrechtsberg an der Großen Krems GstNr.: .1/1 Burg Albrechtsberg an der Großen Krems |
| ja   | Datei hochladen | Kath. Pfarrkirche Mariae Himmelfahrt HERIS-ID: 49401 Objekt-ID: 53087       | bei Albrechtsberg an der Großen Krems 55 Standort KG: Albrechtsberg        | Die Pfarrkirche Mariae Himmelfahrt, ein barocker Saalbau mit gotischem Kern und 1715 erneuertem Südturm, ist innerhalb der Wehrmauer an den nordöstlichen Teil der Burg Albrechtsberg angebaut. 1236 erstmals urkundlich erwähnt, wurde sie um 1380 Lehenspfarre unter den Herren von Neidegg. Nach Plänen von Matthäus Munggenast wurde Mitte des 18. Jahrhunderts ein barocker Umbau begonnen und 1765/70 vollendet. Die hohen und glatten Fronten des Außenbaus mit korbbogigem Chor, leicht eingezogenem Gruftabgang an der Ostseite und südseitiger Sakristei sind von Lünettenfenstern durchbrochen. Der Südturm hat einen Zwiebelhelm und geböschte Stützmauern. Das Langhaus ist ein dreijochiger Saalraum mit Platzlgewölben auf Wandpfeilern mit Pilastergliederung und vierkröpfigem Gebälk. Im Süden befindet sich eine zweijochige, spätgotische Kapelle mit Kreuzrippengewölbe auf Konsolen.                                                                              | BDA-Hist.: Q17578120 Status: § 2a Stand der BDA-Liste: 2025-06-30 Name: Kath. Pfarrkirche Mariae Himmelfahrt GstNr.: .1/2 Pfarrkirche Albrechtsberg                    |
| ja   | Datei hochladen | Figurenbildstock hl. Florian HERIS-ID: 76941 Objekt-ID: 90541               | Albrechtsberg an der Großen Krems 2, bei Standort KG: Albrechtsberg        | Die Brunnenfigur des heiligen Florian mit zwei reliefierten Wappen und einer verwitterten Inschrift ihres Stifters war ehemals mit 1757 bezeichnet. | BDA-Hist.: Q38147053 Status: § 2a Stand der BDA-Liste: 2025-06-30 Name: Figurenbildstock hl. Florian GstNr.: 1658/9                                                    |
| ja   | Datei hochladen | Kath. Pfarrkirche hl. Pankratius HERIS-ID: 50938 Objekt-ID: 56458           | bei Els 24 Standort KG: Els                                                | Die dem heiligen Pankratius geweihte Pfarrkirche ist ein im Westen von Els leicht erhöht gelegener, barocker, im Kern mittelalterlicher Saalbau mit vorgestelltem Westturm, dessen Geschichte bis in das 13. Jahrhundert zurückgeht. Das Langhaus mit Rundbogenfenstern und kleinen Dachlukarnen hat einen eingezogenen Chor mit Fünfachtelschluss und eingezogenen Strebepfeilern. Der wuchtige, quadratische, spätgotische Westturm wird von einem steinernen Pyramidendach bekrönt. Über dem Chor steht ein Dachreiter aus dem 19. Jahrhundert. Südlich neben dem Chor schließt ein zweigeschoßiger, giebelständiger, innen stichkappengewölbter Sakristeianbau mit darüber liegendem Oratorium an. Das innere des Langhauses hat eine gekehlte Flachdecke über ionischer Pilastergliederung mit Gebälk und schlichten Bandlwerkstuck von der Barockisierung 1724–1726 vorzuweisen. Im Norden befindet sich ein Kapellenanbau mit einer kleinen, barocken Hängekuppel auf Pilastern. | BDA-Hist.: Q38042730 Status: § 2a Stand der BDA-Liste: 2025-06-30 Name: Kath. Pfarrkirche hl. Pankratius GstNr.: .31 Pfarrkirche Els                                   |
| ja   | Datei hochladen | Anlage Jagdschloss Els/Gudenus HERIS-ID: 58085 Objekt-ID: 68534seit 2020    | Els 1 Standort KG: Els                                                     | Das zweigeschoßige Jagdschloss, ein blockartiger Barockbau mit steilem Walmdach und hohen Rauchfängen, wurde zwischen 1780 und 1799 auf Veranlassung des Reichsfreiherren Johann Heinrich von Gudenus errichtet. | BDA-Hist.: Q99484361 Status: Bescheid Stand der BDA-Liste: 2025-06-30 Name: Anlage Jagdschloss Els/Gudenus GstNr.: .1/1, .1/2                                          |
| ja   | Datei hochladen | Schüttkasten (herrschaftlich) HERIS-ID: 41012 Objekt-ID: 41330              | Els 1, nordöstlich Standort KG: Els                                        | Bei dem monumentalen, dreigeschoßigen, fünfachsigen Bau mit Walmdach, der wohl im Kern auf die erste Hälfte des 16. Jahrhunderts zurückgeht, handelt es sich möglicherweise um ein ehemaliges Schloss. | BDA-Hist.: Q37997620 Status: Bescheid Stand der BDA-Liste: 2025-06-30 Name: Schüttkasten (herrschaftlich) GstNr.: .33 Schüttkasten Els                                 |
| ja   | Datei hochladen | Hochofenstumpf der ehem. Hütte Rudolfsthal HERIS-ID: 33372 Objekt-ID: 30816 | Marbach an der Kleinen Krems 30a Standort KG: Marbach an der Kleinen Krems | Von dem ehemaligen Hochofen der Eisenhütte Rudolfsthal ist noch der gemauerte Ofenstock und die in ein bäuerliches Anwesen integrierte, ehemalige Gusshalle erhalten. Der Hochofen wurde 1855 errichtet und war ursprünglich 11 Meter hoch. | BDA-Hist.: Q37951843 Status: Bescheid Stand der BDA-Liste: 2025-06-30 Name: Hochofenstumpf der ehem. Hütte Rudolfsthal GstNr.: 553/2                                   |
| ja   | Datei hochladen | Ortskapelle HERIS-ID: 76943 Objekt-ID: 90543                                | neben Purkersdorf 4 Standort KG: Purkersdorf                               | Die Ortskapelle von Purkersdorf ist ein schlichter Rechteckbau aus dem dritten Viertel des 19. Jahrhunderts mit einem vorgestellten Fassadenturm. Sie wurde 1980/81 restauriert. | BDA-Hist.: Q38147077 Status: § 2a Stand der BDA-Liste: 2025-06-30 Name: Ortskapelle GstNr.: .14                                                                        |